# Helios (album)
Helios – trzeci album studyjny amerykańskiego przedsiębiorstwa Audiomachine, wydany 4 grudnia 2012 roku.

## Lista utworów
Źródło: AllMusic
| Nr  | Tytuł                     | Długość |
| --- | ------------------------- | ------- |
| 1.  | „Colossus”                | 1:52    |
| 2.  | „Sol Invictus”            | 2:56    |
| 3.  | „Helios”                  | 2:27    |
| 4.  | „Requiem of the Night”    | 3:04    |
| 5.  | „The Odyssey”             | 3:33    |
| 6.  | „Land of Shadows”         | 2:38    |
| 7.  | „Four Horsemen”           | 2:33    |
| 8.  | „Rising Dawn”             | 3:11    |
| 9.  | „Phoenix Rising”          | 2:39    |
| 10. | „Farewell to Earth”       | 2:56    |
| 11. | „Sirens of Hyperion”      | 3:08    |
| 12. | „March on the Black Gate” | 2:27    |
| 13. | „Apollo’s Triumph”        | 2:39    |